# Al-Hilal Omdurman
Al-Hilal Sports Club (árabe: نادي الهلال للتربية), mais conhecido como Al-Hilal Omdurman ou simplesmente Al-Hilal, é um clube de futebol sudanês fundado em 13 de fevereiro de 1930, na cidade de Ondurmã, a maior cidade do Sudão, que compete na Sudan Premier League, a principal divisão do futebol sudanês. É o maior campeão do país com 29 títulos.
Seu maior rival é o Al-Merreikh, que protagonizam o maior clássico do Sudão.

## Principais resultados

### Nacionais
- Sudan Premier League[carece de fontes?]

Campeão (29): 1965, 1967, 1970, 1973, 1981, 1983, 1984, 1986, 1987, 1989, 1991, 1994, 1995, 1996, 1998, 1999, 2003, 2004, 2005, 2006, 2007, 2009, 2010, 2012, 2014, 2016, 2017, 2020–21, 2021–22
- Copa do Sudão

Campeão (8): 1998, 2000, 2002, 2004, 2009, 2011, 2016, 2021–22

### Continentais
- Liga dos Campeões da CAF

Vice-campeão (2): 1987, 1992
• Liga dos campeões da OFC
Vice-campeã (1): 1990

### Árabes
- Copa Árabe dos Campeões de Copa

Vice-campeão (1): 2001